# Hobusch

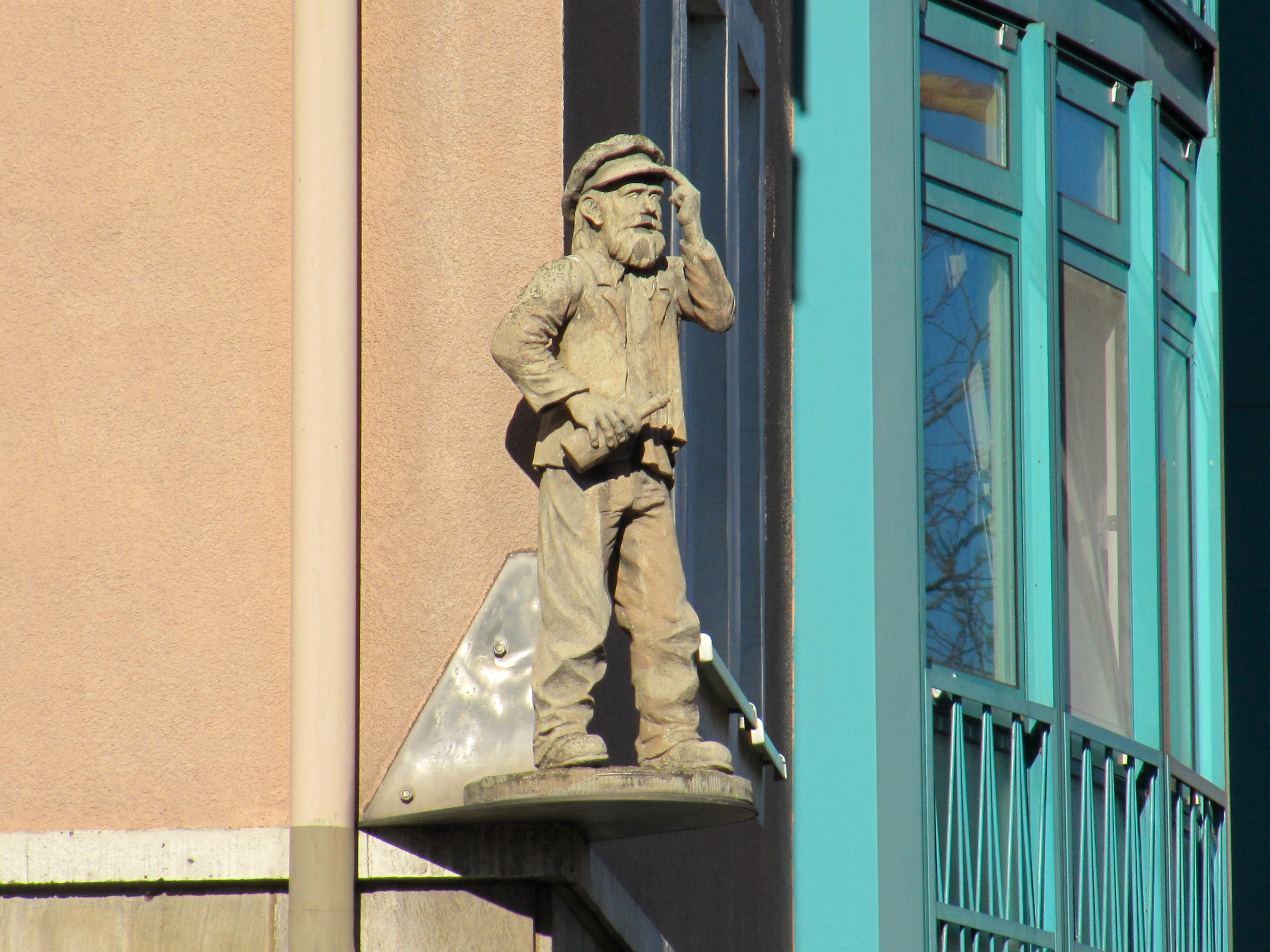
Hobusch

Christoph Gottlieb Leopold Hobusch (* vermutlich 3. November 1819 in Dessau; † 17. Februar 1866 ebenda) war ein Gelegenheitsarbeiter und das bekannte Dessauer Original, genannt Hobusch.
Hobusch war ein besonderer Bürger, der mit viel Witz und wegen seiner großen Schlagfertigkeit in Dessau bekannt wurde. Viele seiner Geschichten, die sogenannten Hobuschiaden, sind bis heute in alter Dessauer Mundart zuerst mündlich und später auch schriftlich überliefert. Lokale Berühmtheit erlangte er vor allem durch seinen fehlenden Respekt vor der herzoglich-anhaltinischen Obrigkeit, welche in Dessau ihre Residenz hatte, sowie seine oft herangezogenen Wortspiele. Weitere Beinamen Hobuschs sind „Dessauer Sonnenkopp“ (welcher auch generell für alle gebürtigen Einwohner Dessaus verwendet wird) sowie „Dessauer Eulenspiegel“.
Nach seinem Tode wurde durch den Fabrikanten Max Schulze ab 1920 ein Likör unter dem Namen „Hobusch – Alter Dessauer Original Halbbitter-Likör“ herausgebracht, der auch noch heute in Dessau-Roßlau überaus beliebt und weiterhin ein typisches Souvenir ist. Schulze finanzierte auch den Grabstein auf Hobuschs Grab, allerdings erst am Ende des 19. Jahrhunderts, also viele Jahre nach dessen Tod. Der heutige Grabstein auf dem Historischen Friedhof I im heutigen Dessau-Roßlau trägt auf seiner Rückseite die Inschrift: „Viel belacht, wenig geacht, arm an Besitz, reich an Witz“. Er wurde 1991 von der Steinmetzfirma Melchert angefertigt und am 20. Februar 1992 eingeweiht. Dabei wurde das Todesdatum mit dem 20. Februar 1866 falsch angegeben: an diesem Tage wurde Christoph Hobusch beigesetzt.
Nach Hobusch ist weiterhin die Hobuschgasse in der Innenstadt von Dessau-Roßlau benannt. Außerdem wurde ihm zu Ehren im alten Dessauer Ratskeller ein Wandbild angefertigt, welches jedoch (unter anderen) 1945 nach Bombeneinwirkung verloren ging. Heute schmückt eine 1995 von der Dessauer Steinmetzfirma Melchert gefertigte kleine Sandsteinfigur das Eckhaus Askanische-/Steinstraße.

## Bilder

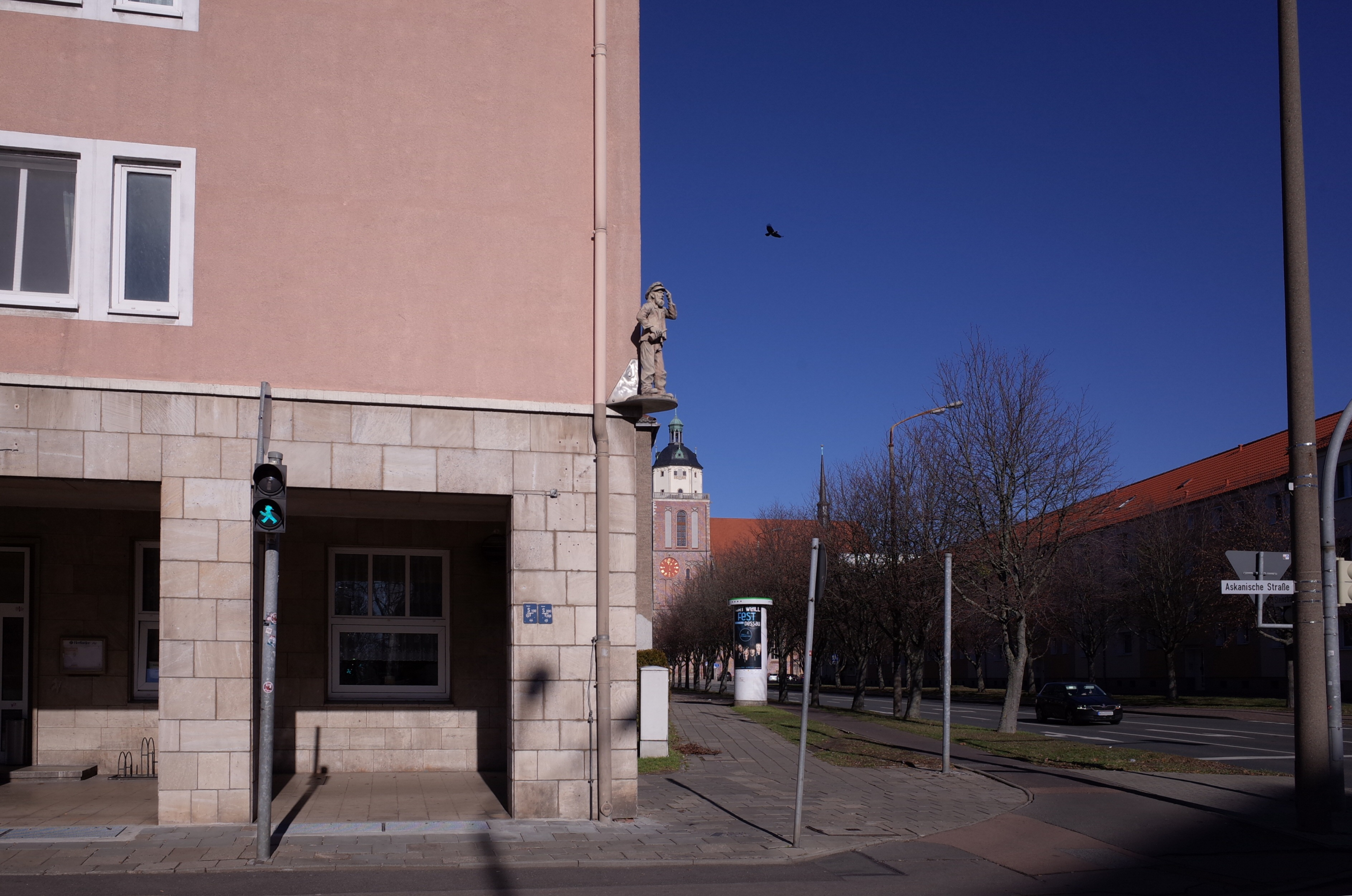
Sandsteinfigur
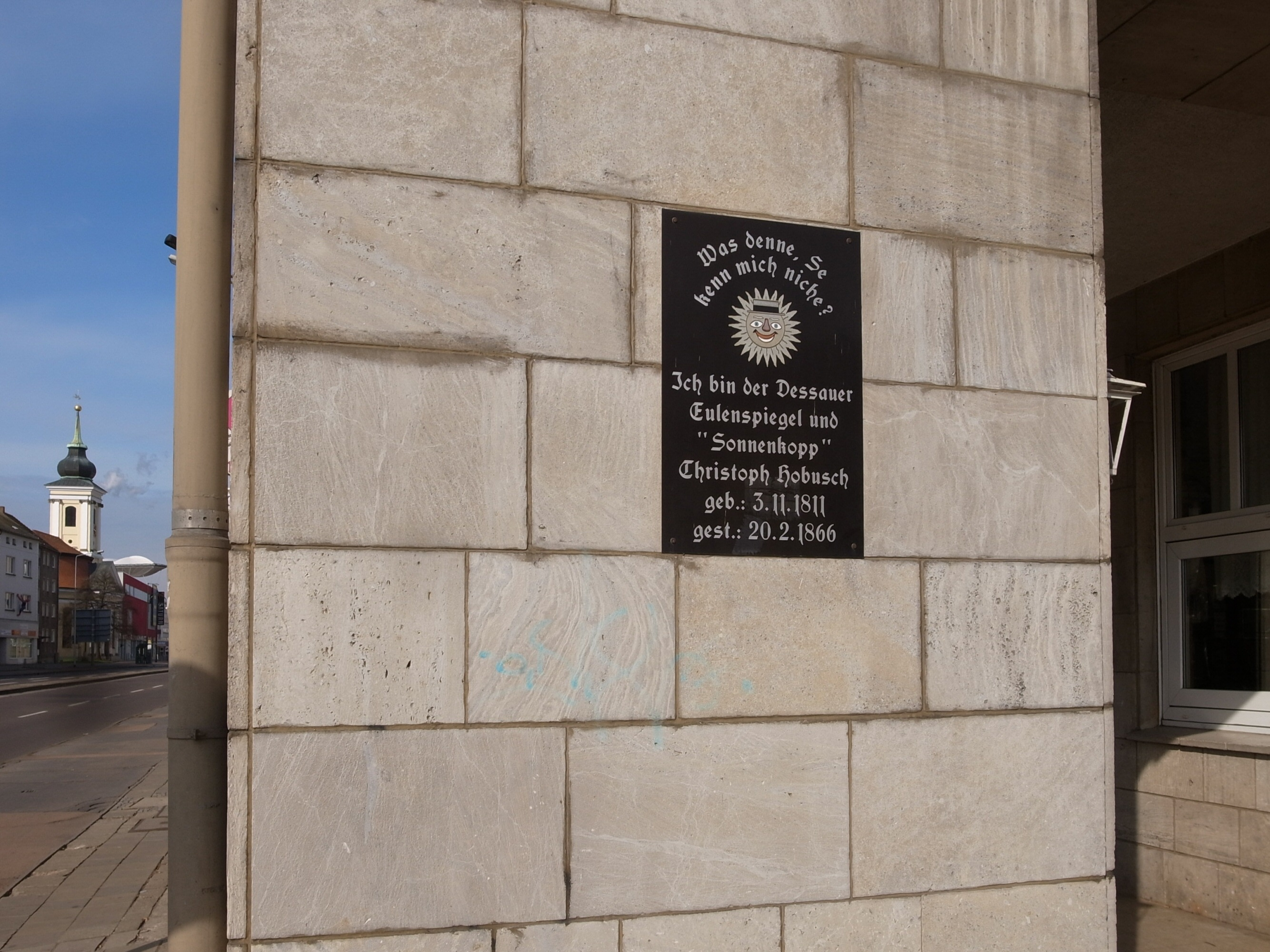
Informationstafel über Hobusch
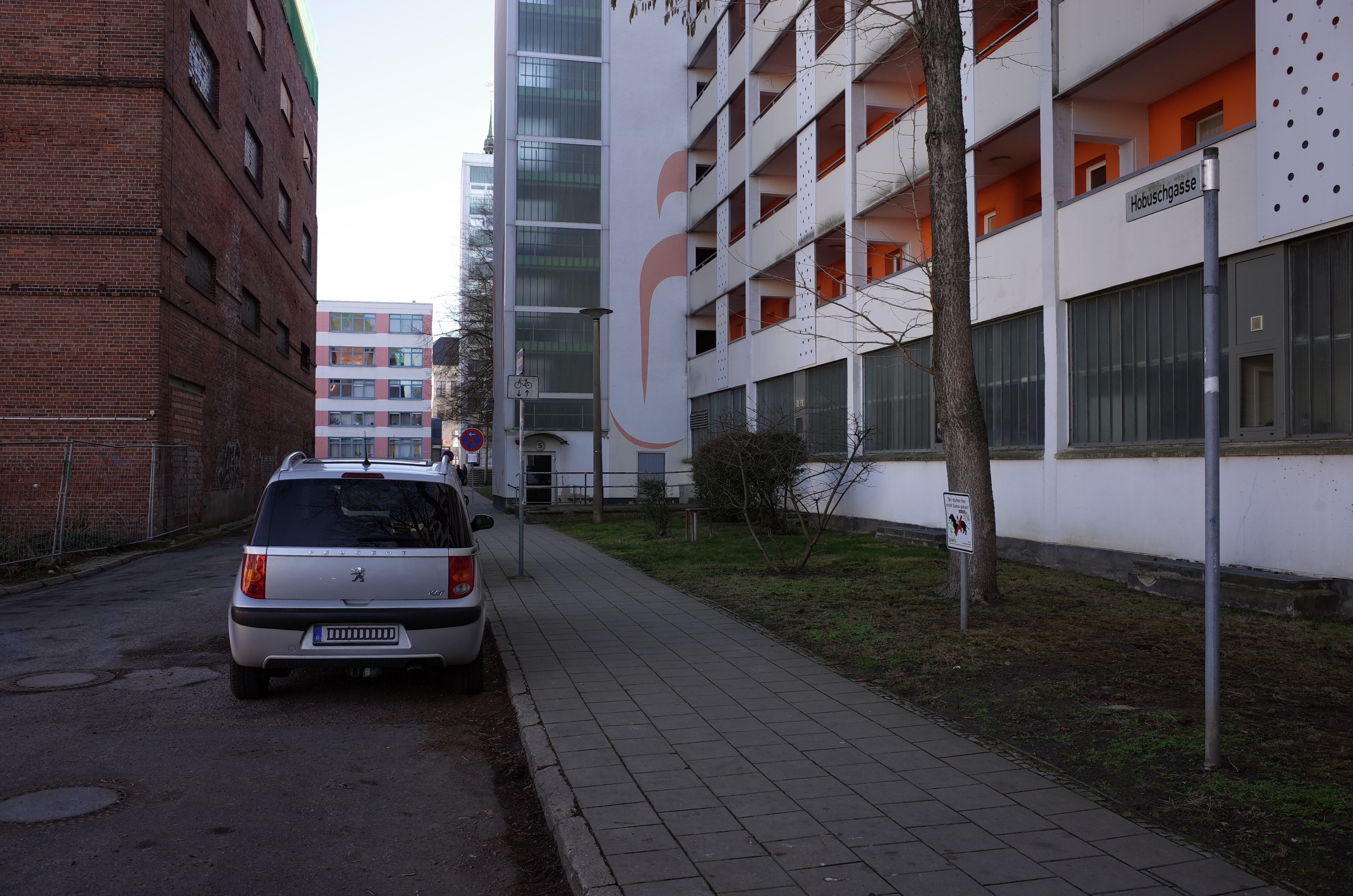
Hobuschgasse
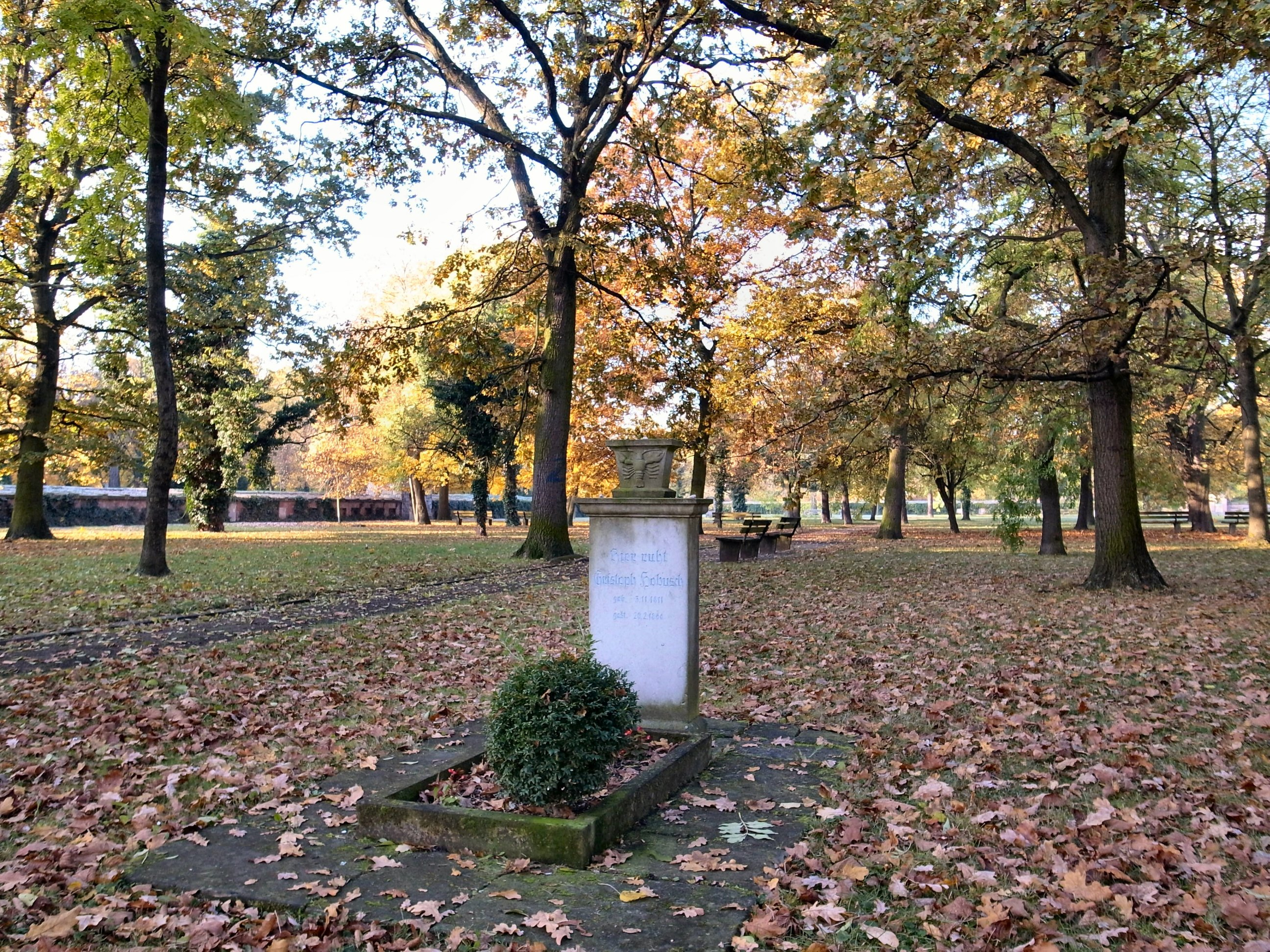
Hobuschs Grab